# Johan Christopher Cronholm
Johan Christopher Cronholm, född 7 maj 1750 i Karlshamn, död 22 juli 1809 i Glemminge socken, var en svensk präst och matematiker. Han var son till rektorn, senare kyrkoherden i Västra Karleby och Saxtorp Christopher Lars Cronholm.

## Biografi
Cronholm blev student vid Lunds universitet 1765, filosofie magister 1772. År 1773 blev han extra ordinarie lärare i matematik vid amiralitetskadettkåren i Karlskrona och 1775 docent i matematik vid Lunds universitet. Cronholm blev 1781 adjunkt i fysik och förestod 1780-1787 professuren i matematik. 
Hans exercitiidisputation 1768 behandlade de fem reguljära kropparna med hjälp av formler framställda av Martin Johan Wallenius. I sin gradualavhandling 1772 fortsatte han med de tretton Archimediska halvreguljära kropparna. Hans första disputation under eget presidium 1774 avhandlade den matematiska teorin för framställande av sjökort för Mercators projektion. 
Efter att ha befrodrats till docent utgav han 1781 en avhandling för adjunktur som var ett inlägg i striden om vätskors avdunstning. Cronholm anslöt sig här till Nils Wallerius ståndpunkt och menade att såväl adhesionen och kohesionen berodde på elektricitet. I sin sista avhandling 1783 behandlade Cronholm mätning av vindens hastighet.
Sedan Cronholm förbigåtts av Pehr Tegman som ansågs vara en bättre pedagog vid tillsättningen av professuren i matematik vid universitetet 1787 lät han prästviga sig och utnämndes 1790 till sin fars efterträdare som kyrkoherde i Västra Karleby och Saxtorp. Från 1799 var han kyrkoherde i Glemminge och Tosterup.

### Familj
Cronholm var gift med Maria Christina Lindahl. De fick tillsammans barnen Johanna Sophia Cronholm som var gift med rektorn P. J. Ruuth i Karlshamn, Hedwig Sophita Elisabeth Cronholm som var gift med kyrkoherden Ekelund i Trelleborg, Laura Cronholm, Anna Maria Cronholm, Ingrid Magdalena Cronholm (född 1806), Johan Cronholm, sjökaptenen Christopher Cronholm och sjökaptenen Niklas Cronholm.